# 東史綱目
《東史綱目》（：／）是朝鲜1778年（正祖2年）安鼎福所著的一部编年体史书，记录了从箕子朝鲜至高丽恭让王的历史。
内容包括首卷、本編、附卷。首卷中有凡例和图，凡例包括统系、岁年、名号、褒贬。将箕子朝鲜-马韩-新罗-高丽视为正统。本編第1卷是箕子朝鲜和马韩，第1卷至第4卷是三国时期，第5卷是统一新罗和后三国，第6卷至第17卷是高丽王朝。附卷包括考异、怪说辨证、补遗、杂说、地理考。